# 금 해릉양왕
금 전폐제 해릉양왕 완안량(廢帝 海陵煬王 完顔亮, 1122년 2월 24일(음력 1월 16일) ~ 1161년 12월 15일(음력 11월 27일))은 금나라의 제4대 황제(재위 : 1149년 ~ 1161년)였으나 폐위당해 서인으로 강등된 인물이다. 시호는 양(煬)으로, 이전 작위 해릉왕과 합쳐 '해릉양왕(海陵煬王)'으로 불린다.
금나라의 대표적인 폭군이다. 열렬한 중국문화 애호가였으며, 중국인을 중용하여 국가기구의 중국화와 황제권의 독재화를 도모하였다. 남송(南宋) 평정을 꾀해 남벌군을 일으켜 출병하였으나 실패했고, 오히려 반란군에게 시해당하고서 폐위되었고, 이후 서인으로 강등되었다. 금나라 역사상 후폐제(廢帝) 위소왕과 함께 폐위된 황제다.
금 태조 아구타의 서장자인 요왕 종간(遼王 宗幹)의 차남이며, 자는 원공(元功), 여진 이름은 디구나이(迪古乃)이다. 어머니는 발해의 왕손인 대씨(大氏), 황후는 여진 귀족의 도단사야(徒單斜也)의 딸인 도단황후(徒單皇后)다.

## 생애
(1149년) 28살의 나이에 당숙인 금 희종을 살해하고는 황위를 찬탈한다. 즉위 직후 황당한 조칙 3가지를 발표하였는데, 그 내용이 '1. 국가의 대사는 모두 짐이 지배한다. 2. 군사를 이끌고 송나라를 공격해서 이를 토벌하고 송나라의 황제에게 그 죄를 묻는다. 3. 천하절색의 미녀를 손에 넣어 아내로 삼는다.' 특히 3번째의 항목은 그가 얼마나 천하의 미녀에 목이 말라있는지를 반증하는 것이기도 했다. 게다가 미인들 중에서도 성기가 농익은 유부녀를 취하기를 좋아했다. 그래서 많은 사람들이 억울하게 아내를 빼앗겼고 반항하면 죽임을 당했다. 그런데 중국은 북쪽보다 남쪽이 인재가 많듯이 미녀도 남쪽에 더 많았다. 그러니 미녀들을 섭렵하기 위해서라도 수도를 남쪽 가까이 옮겨야 했다. 한편 황족제왕(皇族諸王)과 여진인 유력자 등 반대세력을 제거하고 중국인을 중용하여 국가기구의 중국화와 황제권의 독재화를 도모하였다.
(1153년) 수도를 둥베이[東北]의 상경회령부(上京會寧府, 오늘날 하얼빈)에서 화북(華北)의 요지인 연경(燕京:北京)으로 옮기면서 상경 회령부의 많은 건물들을 파괴하여 폐허로 만들었다. 그리고 진회의 사후 남송 침공을 개시했으나 번번이 실패했다.
(1161년) 거란족이 북서쪽 지방에서 난을 일으켰으며 게다가 동경요양부(東京遼陽府)에서 종제인 오록(烏祿)이 반란을 일으켰다. 그런데 해릉양왕은 난을 진압하기는커녕 남송 침공에만 더욱 골몰하였다. 그러나 결국 패배하였고 양주(揚州)에서 반란에 호응한 자신의 부장이 일으킨 병변(兵變)으로 막사에서 살해당하고 오록, 즉 완안옹(完顔雍)은 금 세종(世宗)이 되어 송나라의 남송 효종과 화평을 맺었다. 금 세종은 해릉왕의 사후 제위를 박탈했으며 다시 해릉서인(海陵庶人)으로 강등시켰다.

## 사후
해릉왕은 죽은 뒤에 진정한 굴욕을 맛봤는데, 금 세종은 해릉왕의 태자 완안광영을 포함하여 그의 자손들을 모두 죽이고 해릉왕을 서인으로 격하시켰다. 무엇보다 해릉왕의 시체를 중도대흥부에 성대히 세운 황제 묘역에 안 묻었는데, 황제 자격이 없는 짓을 했고 서인으로 떨어졌으니 예를 갖추지 않았다. 금 세종은 해릉왕의 시체를 중도대흥부에서 멀리 떨어진 모래밭에 그냥 파묻어 버렸다. 인과응보의 대가를 제대로 받은 셈이다.

## 존호
1150년에 법천응운예무선문대명성효황제(法天膺運睿武宣文大明聖孝皇帝)라는 존호를 받았으며, 1156년에 존호를 다시 고쳐 성문신무황제(聖文神武皇帝)를 받았다.

## 가족관계

### 조부모와 부모
- 조부 : 태조(太祖) 무원황제(武元皇帝) 완안 아골타(完顔 阿骨打)
- 조모 : 광의황후(光懿皇后) 배만씨(裴滿氏)
- 부친 : 덕종(德宗) 예명황제(睿明皇帝) 완안 종간(完顔 宗幹)
- 모친 : 자헌황후(慈憲皇后) 대씨(大氏)

### 황후
| 봉호           | 시호 | 이름(성씨)     | 별칭  | 재위년도        | 생몰년도   | 국구(장인/장모)                                                     | 비고 |
| -------------- | ---- | -------------- | ----- | --------------- | ---------- | ------------------------------------------------------------------- | ---- |
| 폐황후(廢皇后) |      | 도선씨(徒單氏) | [ 3 ] | 1150년 ~ 1161년 | ? ~ 1170년 | 양진충왕(梁晉忠王) 도단 공(徒單 恭) 공주(公主) 완안 올로(完顔 兀魯) |      |

### 후궁
| 봉호       | 이름(성씨)               | 별칭                             | 생몰년도   | 비고                  |
| ---------- | ------------------------ | -------------------------------- | ---------- | --------------------- |
| 원비(元妃) | 대씨(大氏)               | 귀비(貴妃) 혜비(惠妃) 주비(姝妃) |            |                       |
| 귀비(貴妃) | 당괄 정가(唐括 定哥)     |                                  | ? ~ 1154년 |                       |
| 신비(宸妃) | 소씨(蕭氏)               | 소용(昭容) 숙비(淑妃)            |            |                       |
| 여비(麗妃) | 야율씨(耶律氏)           | 소의(昭儀)                       |            |                       |
| 여비(麗妃) | 당괄 석가(唐括 石哥)     | 소의(昭儀) 유비(柔妃)            |            | 귀비 당괄정가의 동생. |
| 소비(昭妃) | 포찰 아리호(蒲察 阿里虎) | 현비(昭妃)                       | ? ~ 1160년 |                       |
| 소비(昭妃) | 아라(阿懶)               |                                  |            |                       |
| 유비(柔妃) | 야율 미륵(耶律 彌勒)     |                                  |            |                       |
| 소원(昭媛) | 야율 찰할(耶律察八)      |                                  |            |                       |
| 수의(修儀) | 고씨(高氏)               |                                  |            |                       |
| 수용(修容) | 안씨(安氏)               |                                  |            |                       |
| 재인(才人) | 남씨(南氏)               |                                  |            |                       |

### 황자
| - | 봉호           | 시호 | 이름                                          | 생몰년도        | 생모           | 별칭 | 비고    |
| - | -------------- | ---- | --------------------------------------------- | --------------- | -------------- | ---- | ------- |
| 1 | 숭왕(崇王)     |      | 완안 원수(完顔 元壽)                          | ? ~ 1151년      | 원비 대씨      |      | 요절함. |
| 2 | 폐태자(廢太子) |      | 완안 아로보(完顔 阿魯補) 완안 광영(完顔 光英) | 1150년 ~ 1161년 | 자헌황후 대씨  |      | 요절함. |
| 3 | 숙왕(宿王)     |      | 완안 신사이보(完顔 矧思阿補)                  | 1156년 ~ 1158년 | 여비 당괄 석가 |      | 요절함. |
| 4 | 승왕(滕王)     |      | 완안 광양(完顏 廣陽)                          | 1157년 ~ 1159년 | 재인 남씨      |      | 요절함. |

### 황녀
| - | 봉호                | 이름                 | 생몰년도 | 생모 | 부마                     | 별칭 | 비고 |
| - | ------------------- | -------------------- | -------- | ---- | ------------------------ | ---- | ---- |
| 1 | 영국공주 (榮國公主) | 완안 합녀(完顔 合女) |          |      | 도단 출기랄(徒單 朮斯剌) |      |      |
| 2 | 원평공주 (愿平公主) | 완안 질아(完顔 質娥) |          |      |                          |      |      |
| 3 | 상경공주 (想慶公主) | 완안 흔나(完顔 昕懦) |          |      | 오고론 의(烏古論 誼)     |      |      |

## 기년
| 해릉왕      | 원년            | 2년        | 3년        | 4년        | 5년                 | 6년        | 7년        | 8년                 | 9년        | 10년       |
| ----------- | --------------- | ---------- | ---------- | ---------- | ------------------- | ---------- | ---------- | ------------------- | ---------- | ---------- |
| 서력 (西曆) | 1149년          | 1150년     | 1151년     | 1152년     | 1153년              | 1154년     | 1155년     | 1156년              | 1157년     | 1158년     |
| 간지 (干支) | 기사(己巳)      | 경오(庚午) | 신미(辛未) | 임신(壬申) | 계유(癸酉)          | 갑술(甲戌) | 을해(乙亥) | 병자(丙子)          | 정축(丁丑) | 무인(戊寅) |
| 연호 (年號) | 천덕(天德) 원년 | 2년        | 3년        | 4년        | 5년 정원(貞元) 원년 | 2년        | 3년        | 4년 정륭(正隆) 원년 | 2년        | 3년        |
| 해릉왕      | 11년            | 12년       | 13년       |            |                     |            |            |                     |            |            |
| 서력 (西曆) | 1159년          | 1160년     | 1161년     |            |                     |            |            |                     |            |            |
| 간지 (干支) | 기묘(己卯)      | 경진(庚辰) | 신사(辛巳) |            |                     |            |            |                     |            |            |
| 연호 (年號) | 4년             | 5년        | 6년        |            |                     |            |            |                     |            |            |